# Freddie H. Madsen
Freddie Holmgaard Madsen (født 28. september 1943 i Skive) er en dansk politiker, som repræsenterede Dansk Folkeparti i Folketinget i 2001 - 2005. 
Sammen med sønnen Kim Madsen stiftede han partiet Liberalt Folkeparti i februar 2014. Far og søn repræsenterede dette parti i Esbjerg byråd fra stiftelsen i 2014 til udgangen af valgperioden i 2017.

## Biografi fra Folketingets hjemmeside
- Madsen, Freddie Holmgaard, assurandør.
- Dansk Folkeparti – Folketingsmedlem for Ribe Amtskreds fra 20. nov. 2001
- Født 28. sep. 1943 i Skive.
- Folkeskolen.
- Partiets kandidat i Esbjergkredsen fra 1995.